# Kirkby-in-Ashfield
Kirkby-in-Ashfield è una cittadina di 25 265 abitanti della contea del Nottinghamshire, in Inghilterra.